# 1942 في كندا
فيما يلي قوائم الأحداث التي وقعت خلال عام 1942 في كندا.

## سياسة

### تعيين في المنصب
- 1 يناير – هنري إرنست كيندال نائب حاكم نوفا سكوشا [الإنجليزية]‏.

### انتهاء فترة المنصب
- 15 مارس – إدغار نيلسون رودس عضو مجلس الشيوخ الكندي ‏.

## مواليد

### يناير
- 1 يناير – باربارا غودار
- 1 يناير – بيت برادي مقدم تلفزيوني من المملكة المتحدة.
- 1 يناير – بيل فيبس سياسي كندي.
- 1 يناير – توني هنت فنان كندي.
- 1 يناير – تيد جونز كاتب كندي.
- 1 يناير – جون تومسون مصرفي كندي.
- 1 يناير – دون مكاي شاعر كندي.
- 1 يناير – روبرتا ماكسويل
- 1 يناير – ستيوارت أش مصمم كندي.
- 1 يناير – شيرلي ماثيوز مغنية كندية.
- 1 يناير – كلير كولتر ممثل كندي.
- 1 يناير – لي روس
- 1 يناير – مارغريت روب
- 1 يناير – والتر بوردن
- 2 يناير – سيرج أوبري لاعب هوكي جليد كندي.
- 7 يناير – مونيك فريتز
- 8 يناير – بول كانتور
- 14 يناير – روجر جاكسون
- 14 يناير – ويلفريد مور سياسي كندي.
- 15 يناير – باول لانجفان سياسي كندي.
- 16 يناير – رينيه أنجليل
- 19 يناير – جون رينولدز سياسي كندي.
- 20 يناير – ديفيد ريمر
- 22 يناير – جيم كوان سياسي كندي.
- 24 يناير – ساندي فرانسيس دونكان مؤلفة كندية.
- 25 يناير – ويلف مارتن لاعب هوكي جليد من الولايات المتحدة الأمريكية.
- 26 يناير – غاستون بلاكبيرن سياسي كندي.
- 28 يناير – أرني براون لاعب هوكي جليد كندي.
- 28 يناير – جيريمي كينسمان دبلوماسي كندي.
- 30 يناير – براين كيرنيغان عالم حاسوب كندي.

### فبراير
- 1 فبراير – ستيفن هالبرين رياضياتي كندي.
- 1 فبراير – واين ريفرز لاعب هوكي جليد كندي.
- 2 فبراير – باري شيرمان رجل أعمال كندي.
- 3 فبراير – نانسي هولاند متزحلقة جبال الألب كندية.
- 4 فبراير – لين وود سياسي كندي.
- 6 فبراير – كلايتون روبي محامي كندي.
- 16 فبراير – كين برودريك لاعب هوكي جليد كندي.
- 19 فبراير – تيموثي بوند
- 19 فبراير – نورمان ستيرلينغ سياسي كندي.
- 20 فبراير – فيل ايسبوسيتو لاعب هوكي جليد كندي.
- 22 فبراير – راند هولمز رسام كارتون كندي.
- 25 فبراير – ديوك هاريس لاعب هوكي جليد كندي.
- 27 فبراير – ميشيل ننسي ممثل كندي.

### مارس
- 3 مارس – أندريه بروكيو
- 4 مارس – إليانور ميلارد
- 9 مارس – هاريسون كينيدي
- 10 مارس – دون بيل سياسي كندي.
- 15 مارس – ديفيد بيشوب سياسي كندي.
- 16 مارس – روجر كروزير لاعب هوكي جليد كندي.
- 16 مارس – ستيرلينغ كامبل سياسي كندي.
- 21 أبريل – مارسيل روي درّاج طريق كندي.
- 28 مارس – ستيفن روجرز سياسي كندي.
- 29 يوليو – مارسيل كوتيه اقتصادي كندي.
- 30 مارس – كينيث ويلش ممثل كندي.

### أبريل
- 1 أبريل – ماكس كيبنغ مذيع أخبار كندي.
- 9 أبريل – دون ونايت سياسي كندي.
- 10 أبريل – كورت فون هيس
- 18 أبريل – لاري روبنسون لاعب كرة قدم كندي.
- 21 أبريل – برايان ستيوارت صحفي كندي.
- 21 أبريل – مارسيل روي درّاج طريق كندي.
- 22 أبريل – أندريه ميجر كاتب كندي.
- 26 أبريل – أبريل غلاسبي دبلوماسية أمريكية.
- 27 أبريل – إديث باتلر مغنية كندية.

### مايو
- 3 مايو – بيتر جون نيكلسون سياسي كندي.
- 10 مايو – كين نيلسن لاعب كرة قدم كندي.
- 16 مايو – ماري تيريز يفبفر كاتبة كندية.
- 31 مايو – بيرني سيمبسون سياسي كندي.

### يونيو
- 4 يونيو – بيل رووي سياسي كندي.
- 10 يونيو – برستون مانينغ سياسي كندي.
- 10 يونيو – دنيس شنايدر سياسي كندي.
- 15 يونيو – يان غرينبيرغ مدير كندي.
- 20 يونيو – ألان ر. غراهام سياسي كندي.
- 24 يونيو – إيرل جونز رجل أعمال كندي.
- 25 يونيو – ميشيل تريمبلي كاتب كندي.
- 26 يونيو – روبن ريتشاردسون سياسي كندي.
- 27 يونيو – فرانك ميلز عازف بيانو كندي.
- 30 يونيو – تيري ديفيد موليجان ممثل كندي.
- 30 يونيو – رون هاريس لاعب هوكي جليد كندي.

### يوليو
- 1 يوليو – جنفييف بوجولد ممثلة كندية.
- 1 يوليو – دوغ كاربنتر لاعب هوكي جليد كندي.
- 5 يوليو – بريان أندرسون مدرس من كندا.
- 15 يوليو – بيني لانغ كاتبة أغاني كندية.
- 19 يوليو – جون أركاند عازف كمان كندي.
- 21 يوليو – لويس كارون
- 29 يوليو – مارسيل كوتيه اقتصادي كندي.

### أغسطس
- 4 أغسطس – جون كول سياسي كندي.
- 5 أغسطس – جاك نوريس لاعب هوكي جليد كندي.
- 9 أغسطس – ديفيد شتاينبرغ
- 14 أغسطس – فيلي دان
- 17 أغسطس – جان دوريون سياسي كندي.
- 18 أغسطس – جيم أبوت سياسي كندي.
- 20 أغسطس – رود مونرو سياسي أمريكي.
- 24 أغسطس – غريغ فيندلاي لاعب كرة قدم كندي.
- 27 أغسطس – برايان بيكفورد سياسي كندي.

### سبتمبر
- 2 سبتمبر – ديك دوبويه
- 4 سبتمبر – جورج بيكر سياسي كندي.
- 11 سبتمبر – هاري هبيز
- 18 سبتمبر – مانينغ ماكدونالد سياسي كندي.
- 22 سبتمبر – غيل بوين كاتبة كندية.
- 28 سبتمبر – بات دونيلي لاعب هوكي جليد كندي.

### أكتوبر
- 1 أكتوبر – ك. روس ستيفنسون سياسي كندي.
- 4 أكتوبر – مايك كوربيت لاعب هوكي جليد كندي.
- 8 أكتوبر – جورج غاردنر لاعب هوكي جليد من الولايات المتحدة الأمريكية.
- 8 أكتوبر – روس ماكليلان سياسي كندي.
- 9 أكتوبر – غاري بيترز لاعب هوكي جليد كندي.
- 11 أكتوبر – رون ستيوارت سياسي كندي.
- 14 أكتوبر – بيلي تايلور لاعب هوكي جليد كندي.
- 21 أكتوبر – بول تشيرتشلاند فيلسوف كندي.
- 26 أكتوبر – باتريك ميخائيل هايز سياسي كندي.
- 26 أكتوبر – روبرت آدامز
- 26 أكتوبر – روجر بوربونيه لاعب هوكي جليد كندي.

### نوفمبر
- 1 نوفمبر – رالف كلاين سياسي كندي.
- 6 نوفمبر – تيرينس كوركوران صحفي كندي.
- 6 نوفمبر – كلفن أوغيلفي سياسي كندي.
- 6 نوفمبر – ويليام ليتش ضابط كندي.
- 7 نوفمبر – جيم جونسون لاعب هوكي جليد كندي.
- 8 نوفمبر – بروس رووي سياسي كندي.
- 9 نوفمبر – جاك كارول سياسي كندي.
- 14 نوفمبر – بريان واتسون لاعب هوكي جليد كندي.
- 27 نوفمبر – ستيفن فينبيرج إحصائي من الولايات المتحدة الأمريكية.
- 27 نوفمبر – ماري لو فاريل ممثلة كندية.
- 28 نوفمبر – دوغلاس غلين فيشر سياسي كندي.

### ديسمبر
- 1 ديسمبر – بوب وول لاعب هوكي جليد كندي.
- 5 ديسمبر – بريان موراي
- 9 ديسمبر – جيرمان غانون لاعب هوكي جليد كندي.
- 10 ديسمبر – نورمان دنيس لاعب هوكي جليد كندي.
- 18 ديسمبر – هارفي آتكن ممثل كندي.
- 19 ديسمبر – جون غودفري سياسي كندي.
- 19 ديسمبر – رود زيمر سياسي كندي.
- 21 ديسمبر – أوليفر بوين
- 24 ديسمبر – جيمس ألكوك نفساني كندي.
- 27 ديسمبر – رايموند دوبونت سياسي كندي.
- 29 ديسمبر – ريك دانكو
- 30 ديسمبر – مات كوهن كاتب كندي.

## وفيات

### يناير
- 1 يناير – إس. جورج كاري (مواليد 1854) مهندس معماري كندي.
- 5 يناير – ألفرد يونغ (مواليد 1865) لاعب كركيت من المملكة المتحدة.
- 5 يناير – جيمس هنري كوين (مواليد 1849)
- 5 يناير – كلارنس غانون (مواليد 1881) رسام كندي.
- 15 يناير – روبرت ماكنزي (مواليد 1875) سياسي كندي.
- 27 يناير – تشاونسي بانجز (مواليد 1901) متزلج فني كندي.
- 30 يناير – ألفرد هنري كلارك (مواليد 1860) سياسي كندي.

### فبراير
- 11 فبراير – ويليام ستانلي جنكينز (مواليد 1890)
- 16 فبراير – جوزيف ماكدونالد (مواليد 1863) سياسي كندي.
- 23 فبراير – جون ميتز شنايدر (مواليد 1859)

### مارس
- 3 مارس – دان أوكونور (مواليد 1868) لاعب كرة قاعدة من الولايات المتحدة الأمريكية.
- 15 مارس – إدغار نيلسون رودس (مواليد 1877) سياسي كندي.

### أبريل
- 4 أبريل – تومي بورنس (مواليد 1910)
- 19 أبريل – ويليام هنري شارب (مواليد 1868) سياسي كندي.
- 22 أبريل – إي. دبليو. ميلفيل (مواليد 1870) سياسي كندي.
- 24 أبريل – لوسي مود مونتغمري (مواليد 1874) روائية كندية.

### مايو
- 8 مايو – إيفان ميتشيل (مواليد 1893) لاعب هوكي جليد كندي.

### يونيو
- 8 يونيو – الكسندر لوكاس (مواليد 1852) سياسي كندي.
- 17 يونيو – تشارلز فيتزباتريك (مواليد 1851) سياسي كندي.

### يوليو
- 1 يوليو – الكسندر ميتلاند ستيفن (مواليد 1882)

### أغسطس
- 2 أغسطس – ألفرد بيرك تومسون (مواليد 1862) سياسي كندي.
- 6 أغسطس – توماس والكر (مواليد 1867)
- 16 أغسطس – تشارلز ريتشموند ميتشيل (مواليد 1872) سياسي كندي.

### سبتمبر
- 3 سبتمبر – ويل جيمس (مواليد 1892)
- 16 سبتمبر – تشارلز والتر سيمبسون (مواليد 1878)
- 27 سبتمبر – دوغلاس ألبرت مونرو (مواليد 1919)

### أكتوبر
- 6 أكتوبر – إيلا كورا هند (مواليد 1861) صحفية كندية.
- 9 أكتوبر – ألبرت بيتر لو (مواليد 1861)

### نوفمبر
- 13 نوفمبر – فريدريك ثورنتون بيترز (مواليد 1889)

### ديسمبر
- 11 ديسمبر – جون مورو روب (مواليد 1876) سياسي كندي.
- 13 ديسمبر – الكسندر هندرسون (مواليد 1861) سياسي كندي.
- 16 ديسمبر – ويليام ر. إيتون (مواليد 1877) سياسي أمريكي.
- 24 ديسمبر – موراي ماكلارين (مواليد 1861) سياسي كندي.
- 26 ديسمبر – فرانك آدامز (مواليد 1859)